# 霍利 (密蘇里州)
霍利（英語：Hawley）是位於美國密蘇里州賴特縣的鬼鎮。

## 歷史
霍利的郵局於1883年設立，其後於1906年停運。

## 地理
霍利所處的海拔為高於海平面420米（即1378英呎），而該地所採用的時區為UTC-6，即北美中部時區（CST）。同時該地設有夏令時間，為UTC-6調快一小時，即UTC-5（CDT）。